# 今泉健一
今泉健一（日语：／ Imaizumi Kenichi，1934年3月13日—2018年12月23日），日本篮球运动员。他曾代表日本参加1956年夏季奥运会和1960年夏季奥运会男子篮球比赛。他也参加了1958年亚洲运动会，获得一枚铜牌。